# استراتفورد
استراتفورد (Stratford-upon-Avon) نام شهری در جنوب بخش واریک انگلستان است.
شهرت آن بیشتر به دلیل تولد و وفات ویلیام شکسپیر، شاعر و نمایشنامه‌نویس انگلیسی است. استراتفورد در نزدیکی دومین شهر بزرگ انگلستان، بیرمنگام، واقع شده و از طریق راه‌آهن به شبکه ریلی انگلستان متصل است.
حضور دائمی توریستها باعث نارضایتی ساکنین و شکایت از شلوغی بیش از ظرفیت شهر به ویژه توسط اتوبوسهای گردشگری است. به جز توریسم سایر صنایع این شهر تولید آلومینیم، ساخت قایق و سازمانهای بیمه است.
انستیتوهای مختلفی نظیر انستیتو شکسپیر در استراتفورد برای مطالعه شکسپیر و آثار او تأسیس شده‌اند. در شکسپیر برثپلیس تراست (Shakespeare Birthplace Trust) کتاب‌ها و اسنادی مرتبط با شکسپیر نگهداری می‌شود. مدرسه شاه ادوارد ششم، مدرسه‌ای پسرانه، که نقل است شکسپیر در آنجا تحصیل کرده نیز در این شهر قرار دارد.

## مکانهای دیدنی

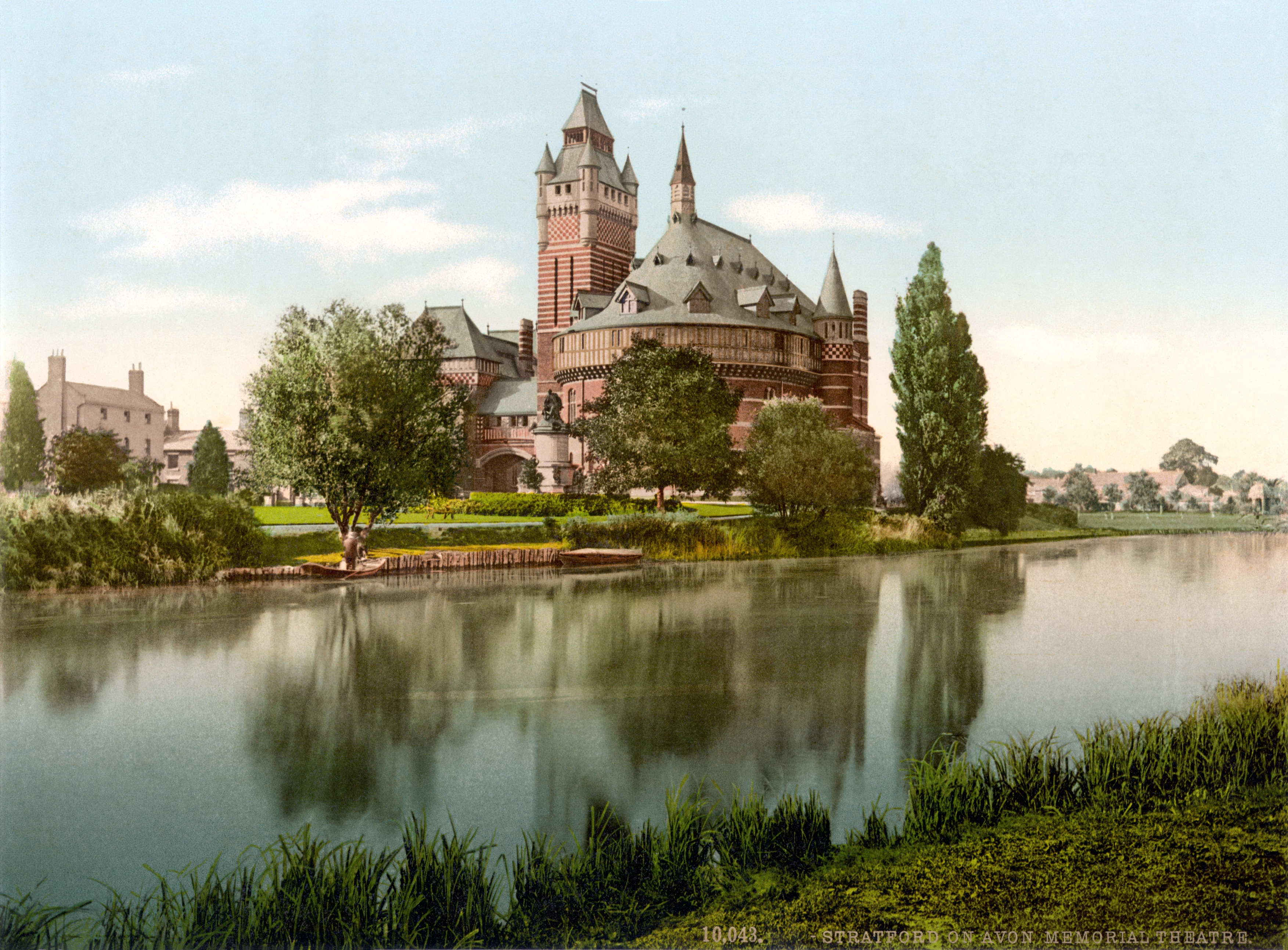
تئاتر سلطنتی شکسپیر یک بنای فهرست‌شده تئاتر صحنه ای است که دارای بیش از ۱۰۴۰ صندلی است که متعلق به شرکت رویال شکسپیر است که به نمایشنامه نویس و شاعر انگلیسی ویلیام شکسپیر اختصاص دارد. این شهر در شهر استراتفورد در میدلندز انگلیسی، در کنار رود آون واقع شده‌است. این ساختمان شامل تئاتر کوچکتر سوان است. تئاترهای رویال شکسپیر و سوان در نوامبر ۲۰۱۰ پس از انجام یک بازسازی اساسی به نام پروژه تحول، بازگشایی شدند.

### مکانهای مرتبط با شکسپیر
- تئاتر سلطنتی شکسپیر
- محل تولد شکسپیر (Shakespeare Birthplace Trust)
- منزل دختر شکسپیر (Hall's Croft)
- محل جدید (New Place)

آخرین محلی که شکسپیر در آن زندگی می‌کرده‌است.
- کلیسای ترینیتی مقدس

شکسپیر در این کلیسا غسل تعمید داده و دفن شده‌است.
- کلبه آنه هثاووی

همسر شکسپیر که اطلاعات کمی در مورد او موجود است.
- خانه ماری آردن

مادر شکسپیر

### مکانهای غیرمرتبط با شکسپیر
- مزرعه پروانه
- باغهای بَنکرافت
- قوی سیاه (محلی‌ها به آن قوی کثیف می‌گویند)
- پارک چارلِکوت (۶ کیلومتری شرق استراتفورد)

این پارک محل نگهداری گوزن‌ها بوده‌است و گفته می‌شود شکسپیر در این محل به شکار گوزن می‌پرداخته‌است.

## شهرهایخواهرخوانده
- استراتفورد، کانکتی‌کات (ایالات متحده)
- استراتفورد، آنتاریو (کانادا)